# Backless
Backless es el sexto álbum de estudio del músico británico Eric Clapton, publicado por la compañía discográfica RSO Records en noviembre de 1978. El álbum alcanzó el puesto ocho en la lista estadounidense Billboard 200 y el dieciocho en la británica UK Albums Chart. El sencillo «Promises» alcanzó la posición 37 en la lista británica UK Singles Chart, mientras que en los Estados Unidos llegó al puesto nueve.

## Lista de canciones
| N.º | Título                           | Escritor(es)                  | Duración |  |
| 1.  | «Walk Out in the Rain»           | Bob Dylan, Helena Springs     | 4:16     |  |
| 2.  | «Watch Out for Lucy»             | Eric Clapton                  | 3:26     |  |
| 3.  | «I'll Make Love to You Anytime»  | JJ Cale                       | 3:23     |  |
| 4.  | «Roll It»                        | Eric Clapton, Marcy Levy      | 3:42     |  |
| 5.  | «Tell Me That You Love Me»       | Eric Clapton                  | 3:31     |  |
| 6.  | «If I Don't Be There by Morning» | Bob Dylan, Helena Springs     | 4:38     |  |
| 7.  | «Early in the Morning»           | Tradicional arr. Eric Clapton | 7:58     |  |
| 8.  | «Promises»                       | Richard Feldman, Roger Linn   | 3:04     |  |
| 9.  | «Golden Ring»                    | Eric Clapton                  | 3:32     |  |
| 10. | «Tulsa Time»                     | Danny Flowers                 | 3:28     |  |

## Personal
- Eric Clapton: guitarra y voz.
- Dick Sims: teclados.
- Marcy Levy: coros.
- George Terry: guitarra.
- Carl Radle: bajo y coros.
- Jamie Oldaker: batería, percusión y coros.
- Benny Gallagher y Graham Lyle: coros en "Golden Ring".

## Posición en listas
| Lista (1978–1979)                 | Posición |
| --------------------------------- | -------- |
| Austria (Ö3 Austria)              | 24       |
| Estados Unidos (Billboard 200)    | 8        |
| Francia (SNEP)                    | 21       |
| Nueva Zelanda (Recorded Music NZ) | 22       |
| Noruega (VG-lista)                | 2        |
| Países Bajos (Album Top 100)      | 22       |
| Suecia (Sverigetopplistan)        | 28       |
| Reino Unido (OCC)                 | 18       |